# Norton (Nottinghamshire)
Norton – wieś w Anglii, w Nottinghamshire, w dystrykcie Bassetlaw, w civil parish Norton and Cuckney. W 2011 civil parish liczyła 143 mieszkańców.